# ستارچویچه
ستارچویچه (به صربی: Starčeviće) یک منطقهٔ مسکونی در صربستان است که در توتین، صربستان واقع شده‌است. ستارچویچه ۱۹۴ نفر جمعیت دارد.